# Derartu Tulu

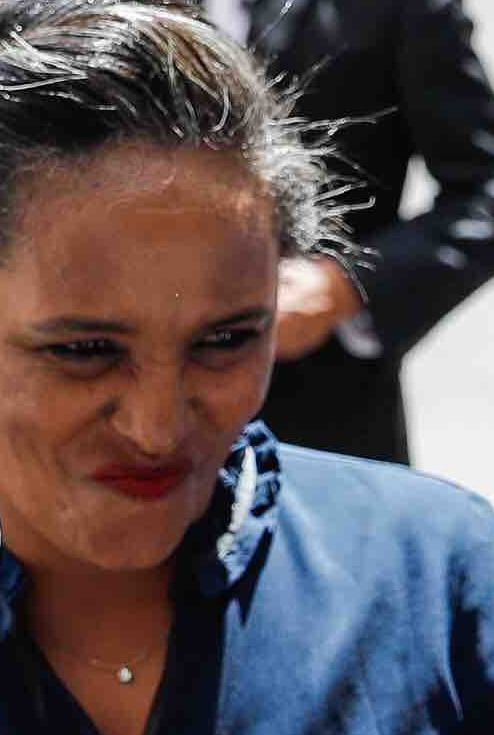
Derartu Tulu (2019)

Derartu Tulu (amharisch: ዻራርቱ ቱሉ; * 21. März 1972 in Bekoji) ist eine ehemalige äthiopische Langstreckenläuferin aus der Volksgruppe der Oromo. Sie wurde zweimal Olympiasiegerin und einmal Weltmeisterin im 10.000-Meter-Lauf sowie sechsmal Weltmeisterin im Crosslauf.

## Biografie
Tulu machte zum ersten Mal auf sich aufmerksam, als sie 1991 die Silbermedaille bei den Crosslauf-Weltmeisterschaften gewann. Bei den Weltmeisterschaften 1991 in Tokio wurde sie Achte über 10.000 Meter. Über dieselbe Distanz gewann sie dann bei den Olympischen Spielen 1992 in Barcelona die Goldmedaille. Der Lauf in Barcelona gilt als historisch, da Tulu als erste schwarze Frau aus Afrika eine Goldmedaille über 10.000 Meter gewann; in einem epischen Duell mit der weißen Südafrikanerin Elana Meyer, das in einer symbolträchtigen Ehrenrunde Hand in Hand endete, wurde dieser Moment als Zeichen der Versöhnung und Hoffnung für eine bessere Zukunft Afrikas gefeiert. Ebenfalls über 10.000 Meter gewann sie bei den Weltmeisterschaften 1995 in Göteborg die Silbermedaille. 1995 holte sie auch den ersten von drei Weltmeistertiteln im Crosslauf; weitere folgten 1997 und 2000. Auch bei Straßenläufen war sie schon früh in ihrer Karriere erfolgreich. 1994 gewann sie die Corrida Internacional de São Silvestre und 1996 den Great South Run. 1997 trat sie beim Boston-Marathon an und belegte den fünften Platz.
Bei den Olympischen Spielen 2000 in Sydney gewann sie ein zweites Mal die Goldmedaille über 10.000 Meter, diesmal mit ihrer persönlichen Bestzeit von 30:17,49 min. Kurz danach siegte sie bei der Erstaustragung des Portugal-Halbmarathons. Bei den Weltmeisterschaften 2001 in Edmonton wurde sie erstmals Weltmeisterin über 10.000 Meter. Aber auch über die Marathonstrecke war sie in diesem Jahr erfolgreich: Sie siegte beim London-Marathon in 2:23:57 h und beim Tokyo International Women’s Marathon. 2003 triumphierte sie beim Lissabon-Halbmarathon.
Bei den Olympischen Spielen 2004 in Athen wurde sie über 10.000 Meter Dritte hinter Xing Huina (CHN) und ihrer Cousine Ejegayehu Dibaba.  Im Jahr darauf wurde sie beim Nagano-Marathon Dritte, beim Marathon der Weltmeisterschaften 2005 in Helsinki Vierte in ihrer persönlichen Bestzeit von 2:23:30 h, Siegerin beim Great North Run und beim Great South Run und Dritte beim New-York-City-Marathon. Nach zwei Jahren Wettkampfpause meldete sie sich 2008 mit einem zweiten Platz beim Madrid-Marathon zurück. Um Abschluss der Saison siegte sie bei der Course de l’Escalade. 2009 wurde sie zunächst Vierte beim Nagano-Marathon und gewann dann als erste äthiopische Läuferin den New-York-City-Marathon.
Derartu Tulu ist 1,55 m groß und wiegt 44 kg. Sie stammt aus demselben Dorf wie der erfolgreiche Langstreckenläufer Kenenisa Bekele. 1998 wurde sie Mutter einer Tochter. Tulu ist Athletenbotschafterin der Entwicklungshilfeorganisation Right To Play.

## Persönliche Bestzeiten
- 3000 m: 8:46,32 min, 25. Juni 2000, Portland
- 5000 m: 14:44,22 min, 5. September 2003, Brüssel
- 10.000 m: 30:17,49 min, 30. September 2000, Sydney
- Halbmarathon: 1:08:26 h, 24. September 1995, Grevenmacher
- Marathon: 2:23:30 h, 14. August 2005, Helsinki